# تاونشيب رولرز
نادي تاونشيب رولرز لكرة القدم هو نادي كرة قدم بوتسواني مقرّه في غابورون. تعرف البكرات أيضًا باسم Popa أو The Blues أو Tse Tala ، وهي الألقاب الرسمية للنادي. ، يعتبر رولز هو النادي الأكثر نجاحًا في تاريخ كرة القدم في بوتسوانا ، مع المزيد من ألقاب الدوري والمسابقات الكأسية التي فاز بها أي فريق محلي آخر ويتمتع بأكبر قاعدة دعم لأي فريق رياضي في البلاد.
تم تأسيس النادي في عام 1961 باسم مايتي تايجرز ، ثم تبنى اسم تاونشيب رولرز في عام 1965. ولدى رولرز منافسة قديمة مع نادي المدينة المتقاطع جابورون يونايتد ، المباراة بين الجانبين تسمى غابورون ديربي . يتنافس رولز أيضاً مع موتشودي سنتر تشيفز ، وتطابق المباريات بين الفريقين بمرور الوقت على ملعب Gaborone Derby كأكبر مواجهة لكرة القدم في بوتسوانا بسبب نجاح الأندية.
كان جاجديش شاه أكثر شخصية مؤثرة في النادي منذ عام 2013. يمتلك الفريق مؤيديه ، الذين يؤهلهم انضمامهم إلى النادي ليكونوا جزءًا من مجتمع مدارات تاونشيب. تنتخب عضوية المجتمع لجنة رولز التنفيذية في الاجتماعات العامة السنوية (AGM).
لدى رولز قاعدة دعم كبيرة في جميع أنحاء البلاد. مع معظم قاعدة المعجبين المنتشرة في أنحاء بوتسوانا ، يمكن تسمية رولرز بأكثر فريق كرة قدم مدعوم في البلاد.

## الروابط الخارجية
- الموقع الرسمي

1. ↑  "بوتسوانا - Township Rollers FC - نتائج، مواعيد المباريات، تشكيلات، إحصاءات، صور، فيديو، أخبار - Soccerway". ar.soccerway.com. مؤرشف من الأصل في 2022-11-26. اطلع عليه بتاريخ 2024-04-19.
2. ↑  "Township Rollers - Soccer - BetsAPI". betsapi.com. مؤرشف من الأصل في 2024-04-20. اطلع عليه بتاريخ 2024-04-19.